# Кораблинское сельское поселение (Рязанская область)
Кораблинское сельское поселение — упразднённое муниципальное образование (сельское поселение) в Рязанском районе Рязанской области.
Административный центр — село Кораблино.

## История
Кораблинское сельское поселение образовано в 2006 г.
Законом Рязанской области от 11 мая 2017 года № 26-ОЗ, были преобразованы, путём их объединения, Кораблинское и Вышгородское сельские поселения — в Вышгородское сельское поселение с административным центром в селе Вышгород.

## Население
| 2010 | 2012 | 2013 | 2014  | 2015  | 2016  | 2017  |
| ---- | ---- | ---- | ----- | ----- | ----- | ----- |
| 928  | ↗957 | ↗975 | ↗1033 | ↗1053 | ↗1068 | ↘1052 |

## Состав сельского поселения
| № | Населённый пункт | Тип населённого пункта       | Население |
| - | ---------------- | ---------------------------- | --------- |
| 1 | Богданово        | деревня                      | 37        |
| 2 | Глебово          | село                         | ↘73       |
| 3 | Горетово         | село                         | ↘78       |
| 4 | Кораблино        | село, административный центр | ↘670      |
| 5 | Путково          | деревня                      | ↘19       |
| 6 | Юрасово          | деревня                      | ↘51       |